# Freephone
Eine Freephone-Telefonnummer ist eine für den Anrufer kostenlose Telefonnummer. Diese Dienstleistung wird in einigen Ländern grüne Nummer genannt, international wird meist der englische Begriff toll-free number verwendet. Außerdem werden häufig die Abkürzungen ITFS (International Toll-Free Service) und UIFN (Universal International Freephone Number) verwendet; in Deutschland ist auch Freecall in Gebrauch – jedoch ist dies ein von der Deutschen Telekom reservierter Markenname für ihr eigenes Freephoneangebot. Eingeführt wurden Freephonenummern in den 1960er Jahren in den USA von AT&T.
Die Gebühren übernimmt jeweils der Angerufene. Diese Rufnummern werden meist von Unternehmen als kundenfreundliche Servicenummer und teilweise für Callthrough/Calling Cards und Dialup-Internetzugänge eingesetzt, wenn die Dienste von beliebigen Telefonanschlüssen aus nutzbar sein sollen.

## Freephone/ITFS in Deutschland
In Deutschland werden Freephonedienste unter der Vorwahl 0800 angeboten. Bis zum 31. Dezember 2000 wurde die Vorwahl 0130 („0130er“) für Freephonedienste genutzt. Diese Vorwahl ist auch unter der Abkürzung ITFS (International Toll-free Service) bekannt und lediglich national anrufbar, jedoch international weiterleitbar.
0800-Nummern („0800er“) sind nur teilweise aus Mobilfunknetzen erreichbar: Für den Nummerninhaber fallen hier höhere Kosten an, sodass er die Nummern für Anrufe aus den Mobilfunknetzen und von öffentlichen Telefonen aus sperren lassen kann. Kommt eine Verbindung zustande, muss diese aber für den Anrufer kostenlos sein. Bei der Telekom betragen die Kosten für den Anbieter Stand Februar 2024 beispielsweise 1,9 bis 6,5 Cent pro 30 Sekunden aus dem Festnetz und 11 bis 21,9 Cent pro 30 Sekunden aus dem Mobilfunknetz.
Für den deutschen ITFS ist die Bundesnetzagentur verantwortlich. Die Bundesnetzagentur verpflichtet Telefongesellschaften zum Routing von 0800-Nummern. Deshalb sind 0800-Rufnummern für Calling-Card-Anbieter ideale Zugangsnummern, um damit günstige Gespräche z. B. ins Ausland zu ermöglichen, wenn am verwendeten Telefonanschluss kein Call-by-Call zur Verfügung steht oder falls die Abrechnung der Gespräche nicht über den verwendeten Telefonanschluss erfolgen soll.

## Freephone/ITFS in anderen Ländern
- Australien: 180x
- Argentinien: (0)800
- Ägypten: 800
- Bahrain: 800
- Belgien: (0)800
- Bosnien und Herzegowina: 0800
- Brasilien: (0)800
- Bulgarien: (0)800
- Chile: 800
- China: 800
- Dänemark: 80
- Dominikanische Republik: 1200
- Ecuador: 1800
- El Salvador: 02
- Estland: 0800
- Frankreich: 08001
- Finnland: (0)800
- Griechenland: 800
- Hongkong: 800
- Island: 800
- Indien: früher 1600, jetzt 1800
- Indonesien: (0)800
- Irland: 1800
- Israel: 1800
- Italien: 800, 803
- Japan: 0120
- Kanada: 800, 888, 855, 866
- Kolumbien: 018000
- Kroatien: 0800
- Lettland: 800
- Litauen: 0800
- Luxemburg: 0800
- Malaysia: 800
- Mexiko: 01800
- Neuseeland: (0)800, 0508
- Niederlande: (0)800
- Nordamerika: 1800, 1888, 1877, 1866, 1855, 1844
- Norwegen: 800
- Österreich: (0)800
- Pakistan: (0)800
- Peru: 800
- Philippinen: 1800
- Polen: (0)800
- Portugal: 800
- Rumänien: 08008
- Russland: (8)800
- Serbien: 800
- Singapur: 800
- Slowakei: (0)800
- Slowenien: 080
- Südafrika: (0)800
- Südkorea: 080
- Spanien: 800, 900
- Schweden: 020
- Schweiz: (0)800
- Südafrika: 0800
- Südkorea: 808
- Taiwan: 080
- Thailand: 800
- Tschechien: 800
- Türkei: 0800
- Ungarn: 0680
- Vereinigtes Königreich: 0500, (0)800, 0808
- Zypern: 0800

## Universal International Freephone Number (UIFN)
International wird die Vorwahl +800 für Freephonedienste verwendet. Die darauf folgende Rufnummer ist immer achtstellig, also +800-xxxx xxxx. Für den UIFN-Dienst ist die ITU zuständig. Die Rufnummer ist weltweit kostenlos erreichbar, der Nummerninhaber kann die Rufnummer aber auf bestimmte Länder beschränken, aus anderen Ländern ist die Rufnummer dann nicht erreichbar. Allerdings sind +800-Nummern nicht unbedingt aus den Netzen aller internationalen Telefonanbieter erreichbar, oder die Anwahl – insbesondere aus Mobilfunknetzen und aus Telefonnetzen – wird berechnet, denn die Kostenfreiheit für die Anrufer wird auf internationaler Ebene von der ITU nur empfohlen.